# Marina de Oliveira
Marina de Oliveira, MT (Rio de Janeiro, 20 de setembro de 1961), nome artístico de Marina de Assis Vieira de Oliveira Menezes é uma cantora brasileira, compositora, produtora musical, diretora de vídeo e arranjadora de música pop cristã. Marina é uma fundadora da gravadora MK Music e foi integrante do extinto Voices. Seu primeiro álbum de estreia foi Imenso Amor, sendo lançado num selo independente.
Marina recebeu em 12 de abril de 2004 pela Alerj, a Medalha Tiradentes, sendo esta dada pela Deputada Jurema Batista (PT)) em reconhecimento pelos serviços prestados ao estado do Rio de Janeiro.

## Biografia

### Família e primeiros anos
Filha do falecido senador Arolde de Oliveira e de Yvelise de Oliveira, presidente da MK Music, Marina tem duas filhas, a mais velha, Luiza Gerk (nascida em 13 de fevereiro de 1983), é fruto de um relacionamento anos antes de sua conversão ao Cristianismo com Eduardo Gerk, com o qual Marina não chegou a se casar, enquanto a segunda filha, Letícia Brizola (nascida em 12 de março de 2001), é fruto do casamento de Marina com o então deputado estadual Alberto Brizola (PDT), relação que durou entre 1999 e 2002. Posteriormente (2007) Marina se casaria com Sérgio Menezes, que morreu junto ao irmão da mesma, Benoni de Oliveira, em um acidente de ultraleve na Barra da Tijuca, Rio de Janeiro, em fevereiro de 2010.

### Carreira
A cantora iniciou oficialmente sua carreira em 1986 com o lançamento do LP Imenso Amor, a influência musical desse álbum foi espelhando em artistas do gospel americano como Amy Grant e Sandy Patti.
Marina logo ficou conhecida como a "Marina do Faça um Teste", homenagem a canção "Faça um Teste", sendo esta maciçamente executada na rádio Melodia FM do Rio de Janeiro, dando projeção para todo o Brasil e a levando a atingir em pouco tempo a marca de cem mil LP´s vendidos, sendo premiado assim como disco de ouro.
| “ | Acho que marquei um tempo musical com a música "Faça um Teste" (…), fui ousada e paguei o preço" | ” |

Há quase trinta anos no mercado fonográfico, Marina também trabalha na produção de espetáculos e gravação de álbuns de vídeos (DVD) de vários artistas da MK Music, empresa da qual é produtora artística.
Desde 1997, Marina de Oliveira esteve à frente desde como apresentadora do Conexão Gospel, programa de TV que exibia entre outras atrações, videoclipes de cantores evangélicos. No início o programa foi pela primeira vez ao ar em "formato teste" em 1996 na madrugada pela CNT, e no ano seguinte foi para a Band.[carece de fontes?]
Marina integrou o grupo de vocalistas feminino Voices juntamente com outras cantoras de destaque no panorama gospel nacional: Fernanda Brum, Eyshila, Liz Lanne, Jozyanne e Lilian Azevedo.
Prestes a completar 25 anos de carreira, Marina foi a ganhadora do Grammy Latino com o álbum Na Extremidade., após 12 sem gravar, Marina regrava a canção Só o Amor orginalmente interpretada por Melissa.

## Prêmios
- 2001: Troféu Talento - Melhor Intérprete Feminina (empate com Aline Barros)
- 2003: Troféu Talento - Melhor Clipe 2002 (Jesus Volta Logo) [14]
- 2004: Medalha Tiradentes - ALERJ [15]
- 2010: Grammy Latino 2010 - Melhor Álbum de Música Cristã em Língua Portuguesa [16]

## Discografia
Álbuns
- 1986: Imenso Amor
- 1988: Acredito no Amor
- 1989: Canções de Luz
- 1991: Uma Voz do Coração
- 1993: Onda de Amor
- 1994: Ao Vivo
- 1995: Momentos Vol.1
- 1995: Momentos Vol.2
- 1997: Special Edition
- 1999: Coração Adorador
- 2000: Aviva
- 2002: Um Novo Cântico
- 2003: Remix 17
- 2006: Meu Silêncio: Ministração Profética entre Amigos e Irmãos - Ao Vivo
- 2008: Permíteme
- 2008: Eu Não Vou Parar
- 2010: Na Extremidade

Discos mix
- 1986: Marina (Cortesia)
- 1992: Celebrando a Deus com o Planeta Terra (Cortesia)

Compactos
- 1988: Marina de Oliveira (Cortesia)

EPs
- 1996: Edição Especial - CD Ingresso - Metropolitan (Marina de Oliveira e Catedral)
- 1996: Pra Valer - CD Ingresso - Imperator (Cristina Mel e Marina de Oliveira)
- 1999: Marina e Alberto - Casamento (Cortesia)

Coletâneas
- 1991: Grandes Momentos
- 2002: Coleção 2 em 1 - Cristina Mel e Marina de Oliveira
- 2003: Série Grandes Nomes - Marina de Oliveira e Ludmila Ferber
- 2005: MK CD Ouro - As Dez Mais de Marina de Oliveira
- 2008: O Melhor da Música Gospel - Edição 16 com Marina de Oliveira
- 2010: Falando de Amor - Marina de Oliveira
- 2010: Som Gospel - Marina de Oliveira
- 2014: Gospel collection Ao vivo

## Videografia
DVDs de carreira
- 1994: DVD Ao Vivo no Canecao
- 1997: DVD O Show - Marina de Oliveira
- 2007: Meu Silêncio: Ministração Profética entre Amigos e Irmãos - Ao Vivo (DVD)
- 2011: MK Clipes Collection - Marina de Oliveira

## Participações em outros projetos
- 1994: VHS - Faça um teste - (Canta Rio 94)
- 1995: CD - Final feliz (com Marco Aurélio) - (Amo você Vol.1)
- 1996: CD - Coração Partido (com Marcos Brito) - (Amo você Vol.2)
- 1996: CD - Mocidade (Yerushalém Dois)
- 1996: CD - Espírito de Deus/Sala do trono (com Rhemajireh) - (Louvor de todos nós Vol.2)
- 1996: CD - Todo dia é dia de natal (com Kades Singers) - (Natal Feliz Vol.1)
- 1996: CD - Se você quer ser feliz (com Cristina Mel) - (Natal Feliz Vol.1)
- 1997: VHS/DVD - Basta crer - (Cassiane - Sem Palavras - Ao vivo no Imperator)
- 1997: VHS/DVD - Estrela da Manhã (Cristina Mel - Dê Carinho - Ao vivo no Imperator)
- 1997: VHS/DVD - Santo! Santo! Santo! (Rose Nascimento - Mil razões - Ao vivo no Imperator)
- 1997: CD - Você é tudo que pedi para Deus (com Alberto Brizola) e Amo você (com Paulo Franscico) - (Amo você Vol.3)
- 1998: CD - Reina Hoje - (Louvor de todos nós Vol.4)
- 1998: CD - Maravilhoso amor (com Kleber Lucas) - (Amo você Vol.4)
- 1998: CD/VHS/DVD - Holy / Coroai / O nome de Jesus - (Canta Rio 98)
- 1998: SINGLE: Uma linda história (com Cast MK)
- 1999: CD/VHS/DVD - Herança / Pai nosso XXI / Coração adorador - (Canta Rio 99)
- 2000: CD - Paraíso - (Canta Brasil - 500 anos)
- 2000: VHS/DVD - Paraíso - (Canta Brasil - 500 anos)
- 2000: CD - O Amor ''o dom supremo'' (com Alberto Brizola) - (Amo você Vol.6)
- 2001: CD - O Rei Está Voltando - (Banda & Voz - Corinhos Inesqueciveis II)
- 2002: CD/VHS/DVD - Grande é o senhor  / Jesus volta logo - (Canta Rio 2002 - 10 anos de muito louvor)
- 2002: SINGLE: Unidos pelo amor (com Cast MK)
- 2002: CD - A procura (com Alberto Brizola) - (Amo você Vol.8)
- 2002: SINGLE: Feliz natal e um lindo ano todo - (com Cast MK)
- 2003: CD - É tão simples ser feliz (com Kleber Lucas) - (Amo você Vol.9)
- 2004: DVD - Holy / O nome de Jesus / Debaixo da graça / Debaixo do meu pé / Aviva / Procure por mim na glória / Você é tudo que pedi para Deus - (Remix) - (Canta Zona Sul)
- 2004: CD - Não posso voltar atrás (Pamela - A chuva)
- 2004: CD - Cada espinho - (A paixão de Cristo - O musical)
- 2004: CD - Crescendo Juntas (com Luiza Gerk - 1ª edição) - (Yvelise de Oliveira - Janelas da memórias)
- 2005: CD - Nunca sera tarde - (Amo você Vol.11)
- 2005: CD - AH! AH! AH! - (MK Clubinho Kids)
- 2005: CD - Crescendo Juntas  (com Eyshila - 2ª edição) - (Janelas da memórias - As canções)
- 2006: CD - Faça um teste - (Tempero do Mundo e Amigos - Louva Brasil)
- 2006: DVD - Cada espinho / Os açoites - (A paixão de Cristo - O musical)
- 2006: CD - Unidos pelo amor (Remix) - (Brasil com Cristo batendo um bolão)
- 2006: CD - Sei que é possível - (Amo você vol.12)
- 2006: DVD - Rasga os céus e desce / Vou profetizar - (Canta Rio 2006)
- 2007: CD - Sem dor - (Amo você Vol.13)
- 2008: CD - Longa caminhada - (Amo você Vol.14)
- 2008: DVD - Terremoto - (Eyshila - Até tocar o céu - Ao vivo)
- 2008: DVD - Aviva / Vou profetizar - (Louvorzão Vol.1)
- 2009: CD - Raro brilhante - (Amo você Vol.15)
- 2009: CD - Conquistando o impossível (com Willian Nascimento, Bruna Karla, Cristina Mel, Fernanda Brum, Flordelis, Eyshila e PG) - (Trilha sonora do filme Flordelis: Basta uma palavra pra mudar)
- 2009: CD - Depende de nós - (Celebrando o Natal)
- 2010: CD - Mãe de joelhos, Filhos de pés - (Mãeeuteamo.com Vol.2)
- 2010: CD - Obrigado Deus - (Pamela - Ritmo e Poesia)
- 2010: CD - Amor incorruptivel - (Amo você Vol.16)
- 2011: CD - Como vou viver sem você - (Amo você Vol.17)
- 2012: CD - Essa é minha mãe - (Mãeeuteamo.com Vol.3)
- 2012: CD - Tua palavra - (Flordelis - Questiona ou adora)
- 2012: CD - Sublime sentimento - (Amo você Vol.18)
- 2013: CD - Buquê de flores - (Mãeeuteamo.com Vol.4)
- 2013: CD - Herdeiro do seu amor - (Pai você é 10)
- 2014: CD - Coração valente - (Anderson Freire e Amigos)
- 2014: CD - Maior riqueza - (Flordelis - A volta por cima - Ao vivo)
- 2014: CD - Nunca sera tarde - (Amo você Vol.20)
- 2015: CD - Deus sabe - (Wilian Nascimento - Não vou desistir)
- 2016: CD/DVD - Maior riqueza (com Tonzão) - (Flordelis - A volta por cima - Ao vivo)
- 2017: CD - Imenso amor (com Fernanda Brum) - (Grandes encontros MK 30 Anos vol.1)
- 2017: CD - Foi numa linda manhã (com Gislaine e Mylena) - (Grandes encontros MK 30 Anos vol.1)
- 2017: CD - Pai nosso (com Elaine Martins) - (Grandes encontros MK 30 Anos vol.1)
- 2017: CD - Aos pés da cruz (com Kleber Lucas) - (Grandes encontros MK 30 Anos vol.2)
- 2023: Single - Antes e Depois (com Anderson Freire)
- 2025: EP - Sentimentos (com Álvaro Tito) - (Legado)

## Singles/clipes
- 1996: Não desista do seu sonho
- 1996: Estrela da manhã (com Cristina Mel)
- 1997: Se você quer ser feliz (com Cristina Mel)
- 1997: Love is a Fire Flame
- 1998: Procure Por Mim na Glória / Look For Me in Heaven
- 1998: Você é Tudo Que eu Pedi Para Deus
- 1998: Coração adorador
- 1999: As tuas vestes
- 2000: Aviva
- 2001: Derrama
- 2001: Além do véu
- 2002: Jesus volta logo - O céu se abre
- 2002: (Miniclipes) - Submerge-me / Quero navegar / Eis me aqui / O cristo / Emanuel
- 2003: É tão simples ser feliz (com Kleber Lucas)
- 2004: Você é tudo que eu pedi para Deus - Remix
- 2004: (Miniclipes) - Aviva / Faça um teste / Debaixo da graça / Procure por mim na glória / Jesus volta logo / Submerge-me / Pastor do coração
- 2004: Crescendo Juntas (com Luiza Gerk)
- 2005: Cada espinho
- 2006: Sei que é possivel
- 2006: Vou profetizar
- 2008: Santo
- 2009: Raro brilhante
- 2010: Mãe de joelhos, filhos de pés
- 2010: Na extremidade
- 2010: Ferida aberta
- 2010: Força do senhor
- 2018: Herdeiro do seu amor
- 2022: Só o Amor

## Premiações e indicações
Vendas

| Disco                         | Estimativa de venda     |
| ----------------------------- | ----------------------- |
| Imenso Amor (1986)            | +/- 1 000 000 cópias    |
| Acredito no amor (1988)       | +/- 70 000 cópias       |
| Canções de Luz (1989)         | +/- 40 000 cópias       |
| Uma voz do Coração (1991)     | +/- 70 000 cópias       |
| Onda de Amor (1993)           | +/- 80 000 cópias       |
| Ao Vivo (1994)                | + de 100 000 cópias     |
| Momentos Vol.1 e Vol.2 (1995) | + de 60 000 cópias cada |
| Special Edition (1997)        |                         |
| Coração Adorador (1999)       | +/- 70 000 cópias       |
| Aviva (2000)                  | +/- 90 000 cópias       |
| Um novo cântico (2002)        | +/- 80 000 cópias       |
| Remix 17 (2003)               | +/- 60 000 cópias       |
| Meu Silêncio (2006)           | +/- 20 000 cópias       |
| Permíteme (2008)              | +/- 5 000 cópias        |
| Eu não vou parar (2008)       | 10 000 Cópias           |
| Na Extremidade (2010)         | +/- 15 000 cópias       |
| Som Gospel - Coletânea        | +/- 30 000 cópias       |
| Falando de amor - Coletânea   | +/- 28 000 cópias       |

Troféu Talento
| Ano  | Categoria                              | Resultado |
| ---- | -------------------------------------- | --------- |
| 2001 | Melhor Intérprete Feminino             | Venceu    |
| 2003 | Melhor Intérprete Feminino             | Indicada  |
| 2003 | Videoclipe do Ano - Jesus Volta Logo   | Venceu    |
| 2004 | Melhor Intérprete Feminino             | Indicada  |
| 2005 | Melhor Site                            | Indicada  |
| 2007 | Videoclipe do Ano - Sei que é Possível | Indicada  |
| 2007 | Melhor Álbum ao Vivo - Meu Silêncio    | Indicada  |
| 2009 | Videoclipe do Ano - Santo              | Indicada  |

Troféu Achou Gospel
| Ano  | Categoria            | Resultado |
| ---- | -------------------- | --------- |
| 2010 | Homenagem ao Artista | Venceu    |

Grammy Latino
| Ano  | Categoria                                                             | Resultado |
| ---- | --------------------------------------------------------------------- | --------- |
| 2009 | Melhor Álbum de Música Cristã em Língua Portuguesa - Eu Não Vou Parar | Indicada  |
| 2010 | Melhor Álbum de Música Cristã em Língua Portuguesa - Na Extremidade   | Venceu    |